# Nico Porteous
Nico Porteous (Hamilton, 23 novembre 2001) è uno sciatore freestyle neozelandese, vincitore due medaglie olimpiche, una iridata e quattro agli X Games.

## Biografia
Originario di Hamilton e attivo a livello internazionale dal luglio 2015, Nico Porteous ha debuttato in Coppa del Mondo il 17 dicembre 2017, giungendo 22º nell'halfpipe a Copper Mountain. 
Nel 2018 venne convocato per i Giochi olimpici invernali di Pyeongchang, divenendo il secondo atleta più giovane a partecipare alla manifestazione, dietro alla sciatrice alpina Alice Robinson, sua compagna di spedizione olimpica. Diviene il terzo atleta neozelandese e il primo tra gli uomini a conquistare una medaglia olimpica grazie alla conquista del bronzo nell'halfpipe. Il 20 dicembre dello stesso anno ha ottenuto il suo primo podio in Coppa del Mondo, classificandosi al 2º a Secret Garden nella gara vinta dal canadeseese Simon d'Artois. Ai Campionati mondiali di Aspen 2021 ha vinto la medaglia d'oro nell'halfpipe. L'gennaio 2022 ha ottenuto la sua prima vittoria, imponendosi a Mammoth Mountain. Ai Giochi olimpici di Pechino 2022 ha vinto la medaglia d'oro nell'halfpipe, davanti a David Wise e ad Alex Ferreira, che l'avevano preceduto a Pyeongchang 2018.
In carriera ha preso parte a due edizioni dei Giochi olimpici invernali e a tre dei Campionati mondiali di snowboard. Ha inoltre vinto tre medaglie ai Winter X Games, delle quali due d'oro.

## Palmarès

### Olimpiadi
- 1 medaglia: 
  - 1 oro (halfpipe a Pechino 2022)
  - 1 bronzo (halfpipe a Pyeongchang 2018)

### Mondiali
- 1 medaglia:
  - 1 oro (halfpipe ad Aspen 2021)

### Winter X Games
- 4 medaglie:
  - 2 ori (superpipe ad Aspen 2021; superpipe ad Aspen 2022)
  - 1 argento (superpipe ad Aspen 2024)
  - 1 bronzo (superpipe ad Aspen 2019)

### Coppa del Mondo
- Miglior piazzamento nella Coppa del Mondo generale di freestyle: 10º nel 2022
- 5 podi:
  - 1 vittoria
  - 3 secondi posti
  - 1 terzo posto

#### Coppa del Mondo - vittorie
| Data           | Luogo            | Paese       | Disciplina |
| -------------- | ---------------- | ----------- | ---------- |
| 8 gennaio 2022 | Mammoth Mountain | Stati Uniti | HP         |

Legenda:

HP = halfpipe